# Johann Baptist Zwerger
Pour les articles homonymes, voir Zwerger.

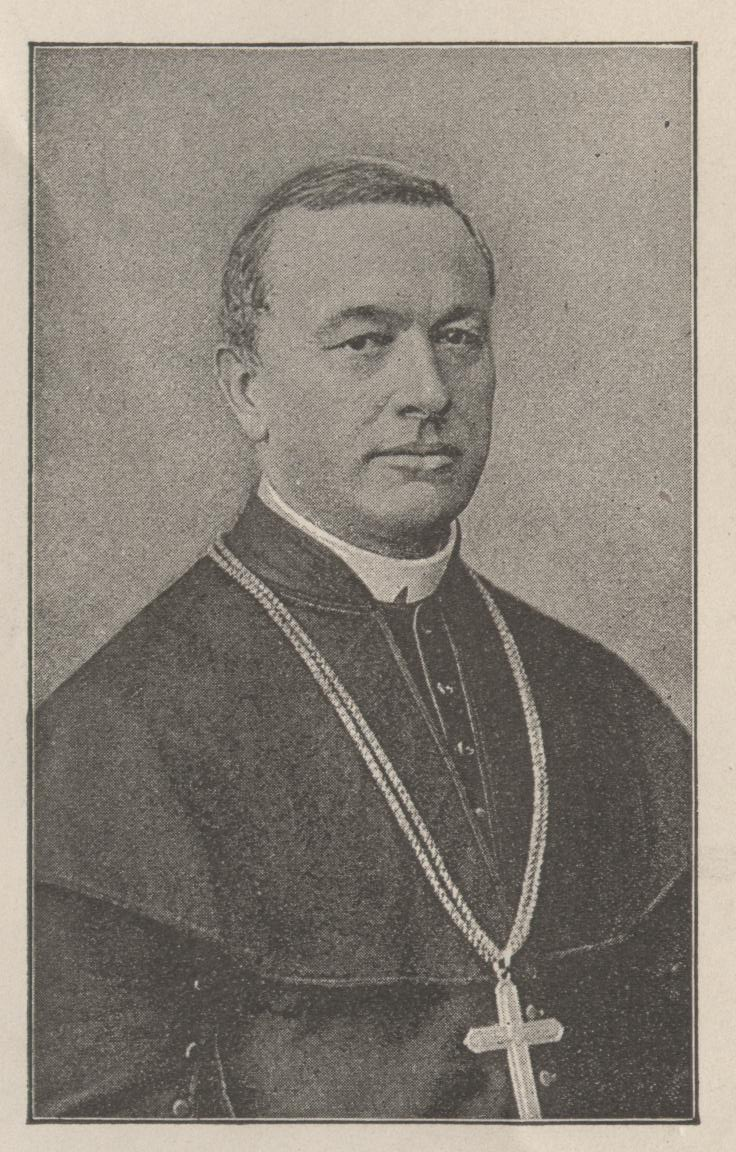
Fürstbischof Johann Baptist Zwerger

Johann Baptist Zwerger, également Johannes Zwerger, né le 23 juin 1824 à Anterivo (Tyrol du Sud) et mort le 14 août 1893 à Graz, est prince-évêque de Seckau.

## Biographie
Johann Baptist Zwerger naît le 23 juin 1824 à Anterivo.
Fils d'une famille établie de longue date à Anterivo, il devient ecclésiastique, professeur au séminaire de Trente, vicaire général pour la partie allemande du diocèse de Trente en 1863 et prince-évêque de Seckau en 1867. Johann Baptist Zwerger participe aux sessions du Concile Vatican I en tant que Père du Concile et fait partie de la majorité qui accepte le dogme de l'infaillibilité. Il se fait également connaître pour le grand projet de construction de l'église du Sacré-Cœur (Graz). Il initie également et soutient la construction de la Vinzenzkirche (Graz).

## Écrits
En plus d'une soixantaine de lettres pastorales, Mgr Zwerger est l'auteur des écrits suivants : 
- Was lehrt das allgemeine Vatikanische Concilium über die Unfehlbarkeit des Papstes? Für seine Diöcesanen beantwortet, 1870
- Die Nothwendigkeit, die weltliche Herrschaft des Papstes wiederherzustellen, 1870
- Die Lage der heiligen Kirche in den gegenwärtigen Bedrängnissen und die Pflichten der Katholiken, 1870
- Die Volksschule in ihren Beziehungen zu Familie, Kirche und Staat, 1871
- Die Reise in die Ewigkeit, 1872
- Maria von den Engeln, 1872
- Die gegenwärtige Empörung der Welt gegen Gott und unser Verhalten dabei, 1873
- Die confessionellen Gesetzentwürfe, 1874
- Die Schätze der römisch-katholischen Christen. Für seine Diöcesanen dargestellt, 1874
- Ablaß und Jubiläum, 1875
- Die schönste Tugend und das häßlichste Laster, 1876
- Der Glaube als göttliche Tugend oder die Pflicht zu glauben in ihrer Begründung, Erfüllung und Übertretung, 1877
- Die wahre Kirche Jesu Christi in ihrer Wesenheit und in ihren Beziehungen zur Menschheit, 1880

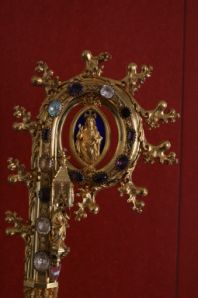
Crosse d'évêque Johann Baptist Zwerger. Aujourd'hui : Musée diocésain de Graz.

Nach seinem Tode wurden weitere Schriften publiziert, etwa:
- Johannes B. Zwerger: Apis ascetica. Eine Blumenlese aus ascetischen Werken. Zum eigenen Gebrauche gesammelt., herausgegeben von Franz von Oer, Selbstverlag 1894